# Logic (рэпер)
Сир Роберт Брайсон Холл Второй (род. 22 января 1990 года), известный под псевдонимом Logic — американский рэпер, продюсер и автор песен. Logic проявлял интерес к музыке ещё в подростковом возрасте. В 2009 году состоялся релиз его первого микстейпа Logic: The Mixtape под именем «Psychological», а в 2010 году был выпущен второй, Young, Broke & Infamous. Затем последовал контракт с Visionary Music Groups.
Его четвёртый микстейп, Young Sinatra: Welcome to Forever, выпущенный в 2013 году, получил положительные отзывы критиков и поспособствовал подписанию Logic лейблом Def Jam Recordings, на котором он в октябре 2014 года выпустил свой первый полноформатный альбом Under Pressure. Релиз дебютировал под четвёртым номером в Billboard 200 и получил статус «золотого» в США, разойдясь в количестве свыше 171 000 копий. Второй альбом Logic The Incredible True Story был издан в ноябре 2015 года. Пластинка получила преимущественно положительные отзывы обозревателей и была сертифицирована как «золотая» в США с 185 000 проданных копий. В 2016 году Logic выпустил свой пятый микстейп, Bobby Tarantino.
Третий альбом Logic, Everybody, выпущенный в 2017 году, дебютировал под первым номером в Billboard 200 с 247 000 проданных экземпляров. В том же году сингл музыканта «1-800-273-8255» занял третью позицию в Billboard Hot 100.

## Детство
Детство Лоджик провел в районе штата Мэриленд. Он был из неблагополучной семьи. Его мать была алкоголичкой, а отец — наркоманом (хоть папа и не принимал участие в жизни Роберта, но Лоджик не оттолкнул его от себя, на сегодняшний день они поддерживают связь друг с другом, а вот с мамой дело обстоит хуже — они не общаются). Родители разных национальностей, отец — афроамериканец, а мать — белая американка. На его глазах родные братья и сестры распространяли по кварталу наркотики и не препятствовали тому, чтобы отец их употреблял.
10 класс в Гейтерсберге Роберт не окончил, начал пропускать уроки английского языка и из-за пропусков этих уроков его отчислили.
Лоджик сожалеет о том, что не сумел получить образование. И сейчас, на своих встречах с поклонниками, он всегда говорит, чтобы каждый в учёбе шел до конца, заканчивал школу и получал профессию.

## Начало карьеры
Родной дом рэпер покинул в 17 лет. Чтобы себя прокормить и обеспечить он работал одновременно на 2 работах.
Лоджик начал интересоваться рэпом в 15-летнем возрасте, после того, как посмотрел фильм «Убить Билла». По словам самого рэпера, его вдохновляют почти все музыкальные жанры, а также большое положительное влияние произвел на Роберта его кумир Фрэнк Синатра. Далее, когда Лоджику было 17 лет, Solomon Taylor (его наставник) дал ему CD с ритмичными минусами. Роберт накладывал на них текст. На старте карьеры его псевдоним был Psychological, затем рэпер сократил его до Logic.
После отчисления из школы, он полностью погрузился в работу, которая была связана с музыкальной карьерой. Начиная с 2010 года, Роберт стал выпускать в массы микстейпы, релизы, видео. Logic работает со своими друзьями в группе RattPack. Сейчас он ездит с концертами в Европейские туры, посещает Амстердам, Бельгию, Швейцарию, Лондон. Приехав из одного тура, он издал 4-й микстейп и сразу же сделал заявление о последующем национальном хедлайн-туре. В 2013 году его избрали для обложки XXL. Пика своей популярности Роберт достиг в 2017 году.
Logic включен в десятку рэперов, которые поддерживают здоровый образ жизни. Его комментарий звучит так: «Никогда не пробовал и не желаю пробовать что-то пагубное для своего здоровья».

## Личная жизнь
На данный момент свою личную жизнь Лоджик не скрывает. В 2015 году он женился на Джесике Андреа. Она снимается во многих клипах своего мужа. 20 марта 2018 года артист заявил, что после двух лет брака они с женой расстаются. Он официально подал на развод 19 апреля 2018 года. Тем не менее музыкант заявил, что они остаются в дружеских отношениях. Предположительно, летом 2019 года женился на дизайнере одежды Бритни Ноэлл, в этом же году у пары родился сын, которого назвали Бобби.

## Награды и номинации
| Год  | Награда                  | Номинация                           | Номинируемая работа | Результат | Прим.  |
| ---- | ------------------------ | ----------------------------------- | ------------------- | --------- | ------ |
| 2017 | MTV Video Music Awards   | Лучший борец с системой             | «Black SpiderMan»   | Победа    | [ 11 ] |
| 2017 | BMI R&B/Hip-Hop Awards   | Лучшее исполнение R&B/Хип-хоп-песни | «Sucker for Pain»   | Победа    | [ 12 ] |
| 2018 | Grammy Awards            | Песня года                          | «1-800-273-8255»    | Номинация | [ 13 ] |
| 2018 | Grammy Awards            | Лучшее музыкальное видео            | «1-800-273-8255»    | Номинация | [ 13 ] |
| 2018 | iHeartRadio Music Awards | Лучший новый поп-артист             |                     | Номинация | [ 14 ] |
| 2018 | BMI Pop Awards           | Award Winning Songs                 | «1-800-273-8255»    | Победа    | [ 15 ] |

## Дискография
Микстейпы
- Young, Broke & Infamous (2010)
- Young Sinatra (2011)
- Young Sinatra: Undeniable (2012)
- Young Sinatra: Welcome to Forever (2013)
- Bobby Tarantino (2016)
- Bobby Tarantino II (2018)
- Bobby Tarantino III (2021)

Студийные альбомы
- Under Pressure (2014)
- The Incredible True Story (2015)
- Everybody (2017)
- YSIV (2018)
- Supermarket (2019)
- Confessions of a Dangerous Mind (2019)
- No Pressure (2020)
- Vinyl Days (2022)
- College Park (2023)
- Ultra 85 (2024)

## Озвучка
| Год  | Название                  | Роль            |
| ---- | ------------------------- | --------------- |
| 2022 | The Legend of Vox Machina | Дворцовый страж |